# Хайнрих I (Верденберг-Албек)
Хайнрих I (III) фон Верденберг-Албек (на немски: Heinrich I (III), Graf von Werdenberg-Albeck; † между 2 март 1332 и 27 юни 1334) е граф на Верденберг-Албек. Резиденцията Албек днес е част от Лангенау в Баден-Вюртемберг.

## Биография
Той е син на Рудолф II фон Верденберг-Сарганс († 1323) и втората му съпруга Аделхайд фон Бургау († ок. 1307), дъщеря наследничка на маркграф Хайнрих II фон Бургау († 1293) и Аделхайд фон Албек († 1280). По друг източник той е четвъртият син на граф Хуго II фон Верденберг-Хайлигенберг († 1308) и графиня Еуфемия фон Ортенбург († 1316), дъщеря на граф Фридрих I фон Ортенбург († 1304) и Аделхайд фон Гьорц († 1291).
През 1289 г. (вероятно баща му) граф Рудолф II фон Верденберг-Сарганс наследява Алпек. През ок. 1300 г. се строи на замъка. През 1312 г. баща му оставя господството Албек на синът си Хайнрих I.
През 1314 г. той е на страната на Лудвиг Баварски, който затова го прави фогт в Горна Швабия. По случай женитбата му с Агнес фон Вюртемберг през 1316 г. Хайнрих I получава господството Трохтелфинген и се концентрира върху собственостите северно от Боденското езеро.
Синовете му си разделят през 1349 г. швабската собственост: Хайнрих II († сл. 1366) получава Алпек. През 1383 г. граф Конрад фон Верденберг продава замъка и град Алпек/Албек за 6830 гулдена на имперския град Улм; тази линия изчезва през 1415 г. Еберхард I († 1383) основава страничната линия Трохтелфинген.

## Фамилия
Хайнрих I (III) фон Верденберг-Албек се жени пр. 9 ноември 1317 г. за Агнес фон Вюртемберг (* 1293; † 27 март 1349), дъщеря на граф Еберхард фон Вюртемберг († 1325) и първата си съпруга, вероятно Аделхайд фон Верденберг, или на Маргарета от Лотарингия († пр. 1296), дъщеря на херцога на Горна Лотарингия Фридрих III († 1303), или на третата му съпруга Ирменгард фон Баден († 1320). Те имат децата:
- Еберхард I фон Верденберг-Швалнег († 28 май 1383), женен I. на 11 април 1335 г. за Луитгард фон Берг-Шелклинген († сл. 25 април 1344), II. пр. 4 май 1352 г. за София фон Геролдсек († 1391)
- Хайнрих II фон Верденберг-Албек († сл. 1366), женен за Берта фон Кирхберг († 1366)
- Рудолф V фон Верденберг († 27 март 1349)
- Хуго фон Верденберг († сл. 16 февруари 1373) в Свещен орден в Зунисвалд
- Аделхайд фон Верденберг († 1365), омъжена пр. 21 март 1322 г. за фогт Улрих III фон Мач († 25 октомври 1366)
- Ирменгард фон Верденберг († сл. 24 октомври 1379), омъжена I. пр. 1355 г. за граф Хайнрих V фон Фюрстенберг-Филинген († 1355/1358), II. пр. 13 юли 1371 г. за граф Ото II фон Хоенберг († 1379/1385)
- Фридрих фон Верденберг († сл. 1350)